# Annika Loske
Annika Loske (* 17. Mai 1998) ist eine deutsche Kanutin, die für den KC Potsdam an den Start geht. Bei den Kanu-Weltmeisterschaften gewann sie 2018 die Silbermedaille im Einer-Canadier über 5000 Meter.

## Karriere
Gemeinsam mit Ophelia Preller qualifizierte sie sich erstmals für die Europameisterschaften 2017 in der bulgarischen Stadt Plowdiw, und die beiden starteten im Zweier-Canadier über 500 Meter. Nachdem sie das A-Finale erreicht hatten, mussten sie sich dort in einer Zeit von 2:11,284 Minuten mit dem neunten und letzten Platz begnügen. Für das junge Team war diese Platzierung trotzdem ein Erfolg, und sie wurden für die Weltmeisterschaften 2017 in der tschechischen Stadt Račice u Štětí nominiert. Dort starteten sie erneut über die 500 Meter und erreichten das Finale. In einer Zeit von 2:04,547 Minuten belegten sie den siebten Platz.
Aufgrund von Schulterproblemen ihrer eigentlichen Partnerin Ophelia Preller ging sie im Jahr 2018 im Einer-Canadier an den Start. Durch ihren ersten Weltcupsieg über 5000 Meter qualifizierte sie sich für die Europameisterschaften 2018 in Belgrad und ging dort nicht nur über die 5000-Meter-Distanz an den Start, sondern auch über 500 Meter. In der letztgenannten Distanz erreichte sie das Finale, das am 9. Juli durchgeführt wurde. Dort sicherte sie sich in einer Zeit von 2:09,813 Minuten den fünften Platz. Dieselbe Platzierung erreichte sie auch im 5000-Meter-Rennen, in dem sie eine Zeit von 27:36,150 Minuten erreichte.
Aufgrund dieser guten Leistungen qualifizierte sie sich auch für die Weltmeisterschaften 2018 im portugiesischen Montemor-o-Velho und durfte dort erneut in beiden Disziplinen starten. Annika Loske konnte sich nicht für das A-Finale über 500 Meter qualifizieren, sondern musste im B-Finale starten. Dort konnte sie das Rennen in 2:22,162 Minuten gewinnen und sicherte sich damit den 10. Platz. Im 5000-Meter-Rennen sorgte die Deutsche für eine Überraschung, als sie in einer Zeit von 27:52,541 Minuten hinter der Favoritin Laurence Vincent-Lapointe die Silbermedaille holte.
Bei den Weltmeisterschaften 2022 in Dartmouth gewann sie im Einer-Canadier über 1000 Meter die Bronze- und über 5000 Meter die Silbermedaille. Ein Jahr darauf in Duisburg sicherte sie sich im Vierer-Canadier über 500 Meter die Silbermedaille.